# Brian Bennett
Brian Laurence Bennett, OBE (Palmers Green, North London, 9 de fevereiro de 1940) é um baterista, pianista, compositor e produtor de música popular britânico. Ele é mais conhecido como baterista do grupo britânico de rock and roll The Shadows. Ele é pai do músico e membro da banda The Shadows, Warren Bennett.
Além de seu trabalho com o The Shadows, ele também apareceu na banda de apoio de Cliff Richard tocando piano e, ocasionalmente, vibrafone.
Como compositor, Bennett trabalhou extensivamente para a empresa de produção musical Bruton Music Library, compondo e gravando muitas faixas de ações que foram amplamente utilizadas no cinema e na TV. No Brasil, ele é conhecido por conta de algumas de suas composições tocarem como música de fundo nos seriados Chaves e Chapolin, com destaque para "Flying Fists", que é usada como tema de abertura do Chapolin.
Segundo a revista Drummer World, "ele criou o lendário Drumsolo "Little B" - uma vitrine obrigatória para todos os Beat-Drummer na era pré-Beatles".

## Prêmios e Indicações
| Ano  | Prêmio                                         | Categoria                          | Trabalho Indicado                                     | Resultado | Ref.  |
| ---- | ---------------------------------------------- | ---------------------------------- | ----------------------------------------------------- | --------- | ----- |
| 1962 | Ivor Novello Award                             |                                    | Canção "Summer Holiday"                               | Venceu    | [ 4 ] |
| 1980 | Ivor Novello Award                             | 25 years services to music         |                                                       | Venceu    | [ 4 ] |
| 1990 | Ivor Novello Award                             | Best Score For A Television Series | Trilha-sonora do seriado "The Ruth Rendell Mysteries" | Venceu    | [ 4 ] |
| 2001 | Royal Television Society Craft & Design Awards | Best Original Title Music          | Trilha-sonora de "Murder In Mind"                     | Venceu    | [ 4 ] |

### Honrarias
- 2001 - "Gold Badge Award" da British Academy of Composers & Songwriters Society.[4]
- 2004 - Ele foi nomeado OBE (Oficial da Ordem do Império Britânico) na Lista de Honras de Aniversário da Rainha de 2004 por serviços de música.[4]

## Discografia

### Álbuns
- Brian Bennett – Change of Direction – LP/CD – Columbia/see4Miles.
- Brian Bennett – Illustrated London Noise – LP/CD – Columbia/see4Miles – 1969.
- Collage – Misty – - LP/CD – DJM/see4Miles.
- Brian Bennett Band – Rock Dreams  – LP/CD – DJM/see4Miles – 1977.
- Brian Bennett Band – Voyage (A Journey Into Discoid Funk) – LP/CD – DJM/see4Miles – 1978.
- Heat Exchange – One step ahead – LP/CD – EMI/see4Miles.
- Ruth Rendell Mysteries – LP/CD.
- Ruth Rendell Mysteries (volume.2) – LP/CD.
- Ruth Rendell Mysteries (Wexford) – LP/CD.
- Drumtrax (house library. ) – CD.
- Nomads of the wind – CD.
- Global sunrise – CD.
- The Works – (Box set of 4CDs).
- Greatest Guitar hits (volume 1) – CD.
- Greatest Guitar hits (volume 2) – CD.
- Living Britain – CD.
- Official Bootleg album – CD.

### Singles
- Canvas/Slippery Jim De Grize – 7" – DB 8294 – Columbia.
- Ridin The Gravy Train/Bubble Drum (Thunder company) – 7" – DB 8706
- Chase side shoot up/Pegasus – 7" – 6007040
- Thunderbolt/Clearing skies – 7" – DJS10714
- Saturday night special/Farewell to a friend – 7" – DJS10756
- Girls back home/Jonty Jump – 7" – DJS10791
- Pendulum force/Ocean Glide – 7" – DJS10843
- Top of the world/ Soul Ice – 7" – DJM10981
- Shake down/Your gonna love this – 7" – EMI 2988
- Shake down/Your Gonna Love this – 12" – 12EMI2988